# Länsmusiken i Örebro
Länsmusiken i Örebro driver länsmusikverksamheten i Örebro län från Örebro konserthus sedan 2006. Bolaget ägs till 91 % av Örebro kommun via Örebro Rådhus AB och till 9 % av Örebro läns landsting. Svenska kammarorkestern fungerar som kärnan i verksamheten och utöver detta anordnar man konserter i en mängd olika genrer.
Länsmusiken i Örebro har i uppdrag att "producera, utveckla och stödja professionell scenkonst inom musik och dans i Örebro kommun och i Örebro län".